# 北浦町市振
北浦町市振（きたうらまちいちぶり）は、宮崎県延岡市の町名である。2025年１月1日現在、人口787人（男409人、女378人）、世帯数389世帯である。郵便番号は、889-0302である。

## 地理
延岡市の北東部、旧北浦町の海岸沿いに位置する。町域の東方を海に面し、北方には大分県境を形成する陣ケ峰、遠見山、宇土崎があり、その地下を東九州自動車道の陣ケ峰トンネルが通過する。
市振地区、直海地区の2地区からなる。
北は大分県佐伯市蒲江大字波当津浦、南東を北浦町宮野浦、西を北浦町古江、北西を北浦町三川内と接する。

## 歴史

### 沿革
- 1889年5月1日 - 町村制施行により、東臼杵郡北浦村設置。
- 1972年11月1日 - 単独町制施行。東臼杵郡北浦町。北浦町大字市振。
- 2007年3月31日 - 北川町が延岡市に編入。「きたうらちょう」から「きたうらまち」に読みが変更。延岡市北浦町市振。

## 小・中学校の学区
公立小・中学校の通学域は以下の通り。
小学校
- 延岡市立北浦小学校

中学校
- 延岡市立北浦中学校

## 施設
- 北浦漁港（古江港）